# Aker
Aker (en. acre) je mjerna jedinica za površinu koja se upotrebljava u Sjedinjenim Američkim Državama i u nekim državama Commonwealtha. 

## Definicija
Njegovo ime dolazi iz latinske riječi ager koja znači polje. Definiran je kao ploština pravokutnika stranica 66 stopa × 660 stopa što odgovara površini zemlje koja se za jedan dan mogla uzorati plugom kojeg je vukao vol ("dan oranja").
Aker može biti međunarodni (uk acre) i američki geodetski/zakonski aker (us acre).

## Pretvorba u druge jedinice za površinu
Jedan aker je jednak:
- 43.560 četvornih stopa
- 4840 četvornih jarda

što je približno jednako:
- 4046,8 četvornih metara
- 40,468 ara